# Tioumen
Cet article possède un paronyme, voir Tumen.
Tioumen (en russe : Тюмень) est la capitale administrative de l'oblast de Tioumen, en Russie. Sa population s'élevait à 807 271 habitants en 2020.

## Géographie

### Situation
Tioumen se situe dans la plaine de Sibérie occidentale. Elle est arrosée par la rivière Toura, dans le bassin de l'Ob. Elle est située à 320 km à l'est de Iekaterinbourg, à 437 km au nord-ouest d'Omsk et à 1 712 km à l'est de Moscou.

### Climat
| Mois                                  | jan.       | fév.       | mars       | avril      | mai        | juin      | jui.      | août      | sep.      | oct.       | nov.      | déc.       | année      |
| ------------------------------------- | ---------- | ---------- | ---------- | ---------- | ---------- | --------- | --------- | --------- | --------- | ---------- | --------- | ---------- | ---------- |
| Température minimale moyenne (°C)     | −18,9      | −17,8      | −10,3      | −1,1       | 5,5        | 11,3      | 13,6      | 11,1      | 5,5       | −0,3       | −10,2     | −16,6      | −2,4       |
| Température moyenne (°C)              | −14,9      | −13,2      | −5,2       | 3,8        | 11,3       | 17,1      | 18,8      | 15,9      | 9,7       | 3,2        | −6,9      | −13        | 2,2        |
| Température maximale moyenne (°C)     | −10,8      | −8,1       | −0,1       | 9,2        | 17,5       | 23,2      | 24,3      | 21,2      | 14,7      | 7,3        | −3,6      | −9,2       | 7,1        |
| Record de froid (°C) date du record   | −46,2 1979 | −43,7 1976 | −38,4 1971 | −29,5 1957 | −10,2 1952 | −1,9 1992 | 0,7 1973  | −2,7 1953 | −8,6 1955 | −26,7 1969 | −41 1953  | −49,2 1958 | −49,2 1958 |
| Record de chaleur (°C) date du record | 5,6 1948   | 7 2004     | 17,1 1995  | 30,7 1982  | 34,9 1952  | 36,2 1969 | 37,5 1952 | 37,4 1936 | 31,2 2003 | 24,1 1936  | 12,8 2008 | 6,7 1982   | 37,5 1952  |

### Transports
La ville dispose d'un aéroport, l'aéroport international Roshchino.

## Histoire
Tioumen fut la première ville russe de Sibérie, bâtie en 1589 par Fédor Ier de Russie sur le site de la ville des Tatars de Sibérie Chimgui-Toura, première capitale du khanat de Sibir. Son nom vient du turco-mongol tümen : « 10 000 », qui désignait également une unité militaire chez les Göktürk et les Turco-mongols de la Horde d'Or (Dans l'armée moderne turque, le "tümen" est l'équivalent de la "division"). Elle fut annexée par Ermak Timofeïévitch en 1585 et l'année suivante Tioumen fut créée comme poste fortifié russe. Les Streltsy et Cosaques constituèrent d'abord la majorité de la population de Tioumen.
Aux XVIIe et XVIIIe siècles, Tioumen devint un important centre commercial sur les routes de l'Asie centrale, de la Chine et de la Perse, ainsi qu'un important centre artisanal du travail du cuir. En 1763, la ville comptait environ 7 000 habitants.
En 1836, le premier bateau à vapeur de Sibérie fut construit à Tioumen. La ville fut atteinte par le chemin de fer Transsibérien en 1885.
Pendant la guerre civile, Tioumen fut d'abord contrôlée par l'amiral Alexandre Koltchak et l'Armée blanche de Sibérie. En janvier 1918, elle fut prise par l'Armée rouge.
Dans les années 1930, Tioumen devint un important centre industriel de Sibérie. Des bateaux à vapeur, des cargos, des meubles, des vêtements en fourrure et en cuir étaient produits dans la ville.
Pendant la Seconde Guerre mondiale, le corps de Lénine fut déplacé de Moscou à Tioumen et placé dans une tombe discrète dans ce qui est devenu l'Institut d'agronomie de Tioumen. De nombreuses usines furent également évacuées à Tioumen depuis la partie européenne de l'Union soviétique. D'importantes quantités d'équipements militaires furent alors produits dans la ville. Le 14 août 1944, Tioumen devint la capitale d'une oblast agrandie.
En 1948, du pétrole fut découvert dans la région et dans les années 1960 et 1970, l'industrie pétrolière devint une composante essentielle de l'économie de la ville.

## Population et société

### Démographie
Contrairement à la plupart des grandes villes de Russie, Tioumen a connu une forte croissance démographique (39 %) depuis la dislocation de l'Union soviétique.
Recensements ou estimations de la population :
| 1856   | 1897*  | 1913   | 1923*  | 1926*  | 1939*  | 1959*   |
| ------ | ------ | ------ | ------ | ------ | ------ | ------- |
| 11 200 | 29 544 | 39 200 | 42 400 | 50 161 | 79 205 | 150 195 |

| 1970*   | 1979*   | 1989*   | 2002*   | 2006    | 2010*   | 2013    |
| ------- | ------- | ------- | ------- | ------- | ------- | ------- |
| 268 526 | 358 992 | 476 869 | 510 719 | 542 500 | 581 907 | 634 171 |

| 2014    | 2015    | 2016    | 2017    | 2018    | 2019    | 2020    |
| ------- | ------- | ------- | ------- | ------- | ------- | ------- |
| 679 861 | 697 037 | 750 575 | 744 554 | 768 358 | 788 666 | 807 271 |

### Sports
La ville de Tioumen, dont sont originaires Anton Shipulin et sa sœur Anastasia Kuzmina, possède un stade de biathlon qui accueille pour la première fois une étape de la Coupe du monde en 2018, constituant sa neuvième et dernière étape, du 22 au 25 mars
Depuis 1995, la ville est le siège du club de hockey sur glace du Roubine Tioumen qui évolue en VHL, la seconde division Russe.
La ville abrite par ailleurs le club de football du FK Tioumen, qui évolue depuis 2014 en deuxième division russe. Celui-ci a notamment évolue en première division russe au cours des années 1990.
La ville abrite le club de futsal du MFK Tyumen, devenu champion de Russie pour la première fois en juin 2019.

## Économie
Tioumen est un centre important de l'industrie pétrolière russe. De grandes entreprises telles que Gazprom, LUKoil et Yukos ont concentré une bonne partie de leurs activités à Tioumen. UTair Airlines a également son siège à Tioumen. Le niveau de vie des habitants n'est dépassé en Russie que par  Moscou.

## Culture locale et patrimoine

### Patrimoine architectural

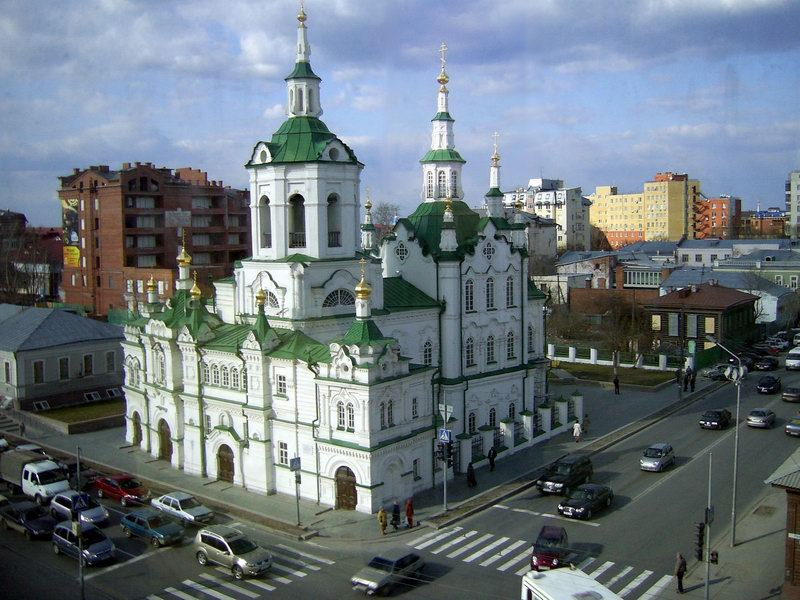
Vue de l'église du Sauveur.

- Monastère de la Sainte-Trinité de Tioumen (1616) ;
- Cathédrale Notre-Dame du Signe de Tioumen (1768-1801) ;
- Église de l'Exaltation de la Croix de Tioumen (1774) ;
- Église Saint-Joseph (1904) ;
- Église Saint-Sauveur de Tioumen (1794-1819).

### Personnalités liées à la ville

#### Personnalités résidant à Tioumen
- Kseniya Sukhinova (°1987), Miss Russie 2007 et Miss Monde 2008

#### Personnalités nées à Tioumen
- Irving Berlin (1888-1989), compositeur américain (lieu de naissance possible)
- Grigori Raspoutine (1869-1916), mystique russe (né dans le village de Pokrovskoïe)
- Tamara Toumanova (1919-1996), ballerine et actrice
- Vladislav Krapivine (1938-2020), écrivain
- Anton Shipulin (°1987), biathlète
- Anastasia Kuzmina (°1984), biathlète

## Jumelages
Tioumen est jumelée avec :
- Daqing (Chine) depuis 1993
- Celle (Allemagne) depuis 1994[5]
- Houston (États-Unis) depuis 1995

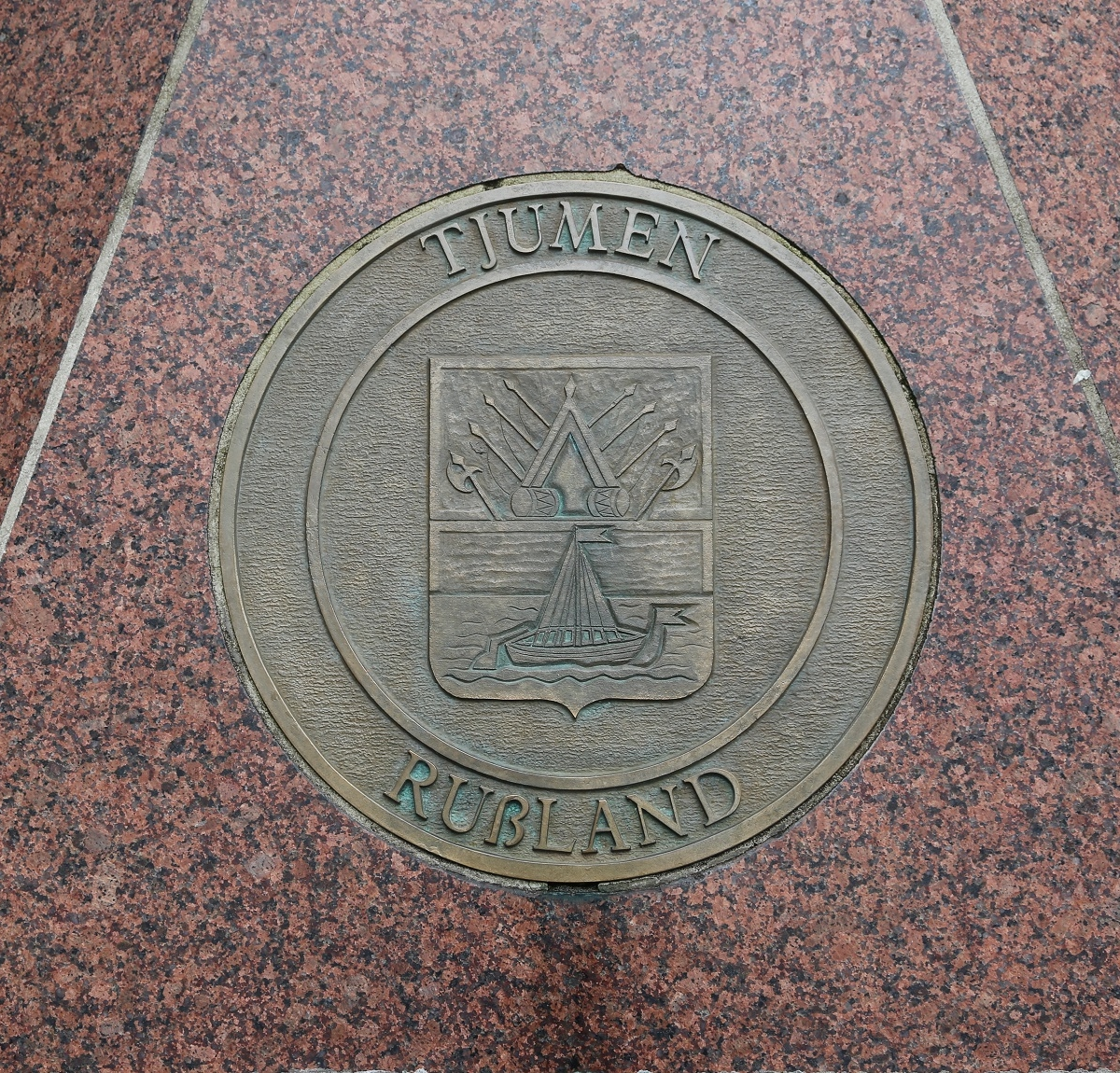
Blason à jumelage Celle (Allemagne).

## Éducation
- Université de Tioumen
- Université industrielle de Tioumen